# Pícea-azul
A pícea-azul, espruce-azul ou espruce-do-colorado (Picea pungens) é uma conífera do género Picea, nativa do oeste dos Estados Unidos. É a árvore oficial do Colorado e foi também a árvore oficial do Utah até 2014, quando este estado adoptou o álamo-trémulo como novo símbolo.

## Descrição
A pícea-azul tem até 50m de altura, com um tronco com 1,5 metros de diâmetro e está presente em florestas entre 1800m e 3000m de altitude. Tem agulhas verdes ou verde-azuladas.